# أليانز باركي
ملعب أليانز باركي ملعب كرة في البرازيل (بالبرتغالية: Allianz Parque) هو الملعب الرسمي لنادي بالميراس الذي يلعب في الدوري البرازيلي منذ عام 2014، تم افتتاح الملعب سنة 2014، يتسع الملعب إلى 43.713 ألف متفرج.